# Rottachbrücke

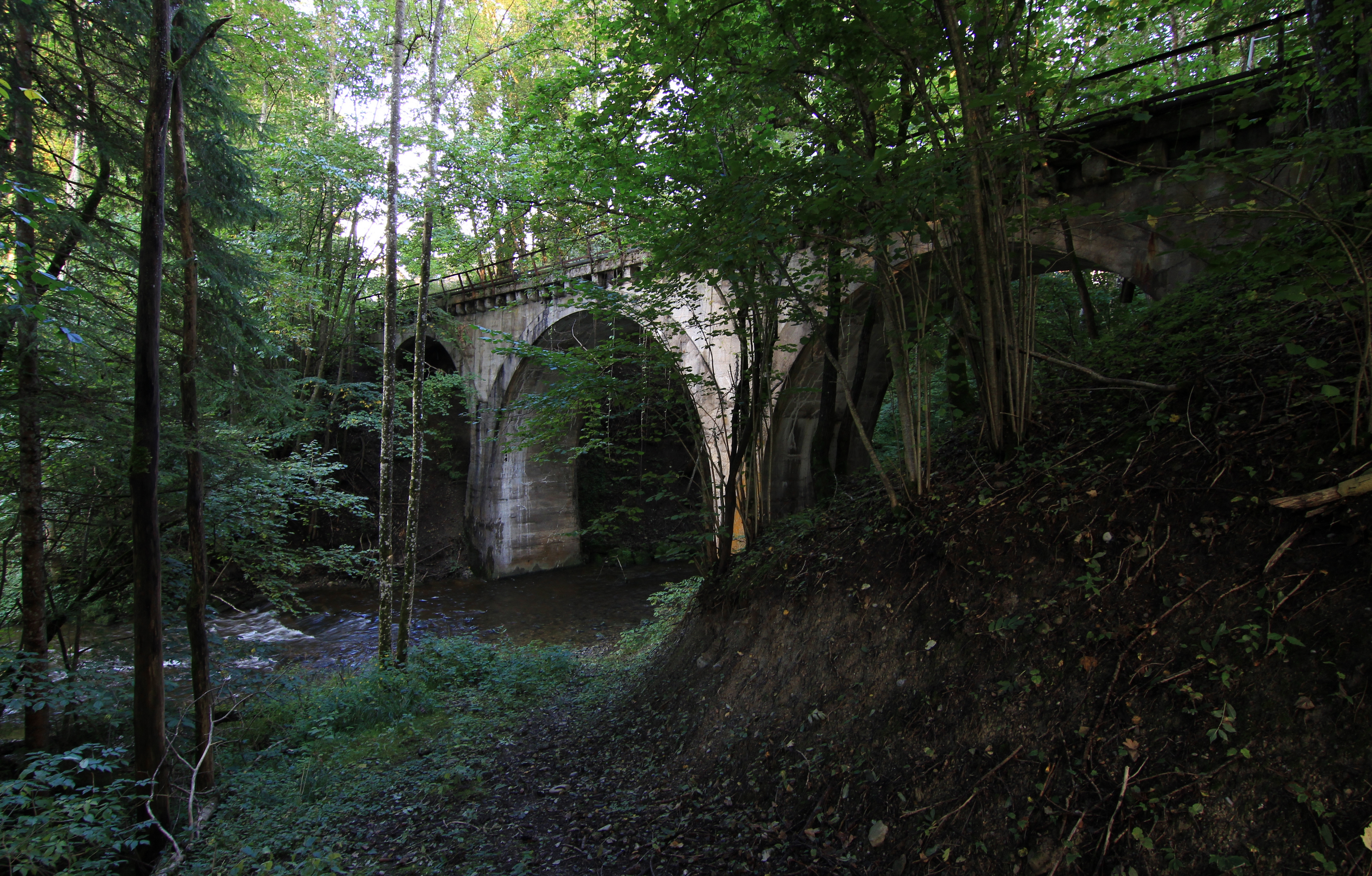
Rottachbrücke in Kempten

Die Rottachbrücke ist eine aus Stampfbeton gebaute Brücke im Verlauf der stillgelegten Bahnstrecke Kempten–Isny, sie steht im Kemptener Ortsteil Rothkreuz.

## Beschreibung
Die Stampfbetonbrücke befindet sich beim Streckenkilometer 4,606 und heißt offiziell „Rottachbrücke 19 bei Kilometer 4,606“. Die Brücke wurde 1908 erbaut und bis zur Stilllegung im Jahr 1984 verwendet. Das Viadukt ist deutlich kleiner als die großen Schwestern mit dem Namen Obere Illerbrücken, diese sind die größten ihrer Bauart. Die Rottachbrücke zeigt noch ursprüngliche Gestaltungselemente der Oberen Illerbrücken, die dort bei Umbaumaßnahmen entfernt wurden. Die Brücke wurde 2011 nach einer Besprechung im Bauausschuss des Stadtrats Kempten in die Bayerische Denkmalliste eingetragen.
Die baufällige Brücke soll saniert werden und in den künftig durchgehend von Kempten nach Isny führenden Bahntrassenradweg integriert werden.